# Доричний ордер
Доричний ордер (або Дорійський ордер) — був одним з трьох ордерів давньогрецької або класичної архітектури. Розрізняють грецький і римський доричний ордер. Останній має різновиди — римський з мутулами і римський з зубцями (дентикулами).

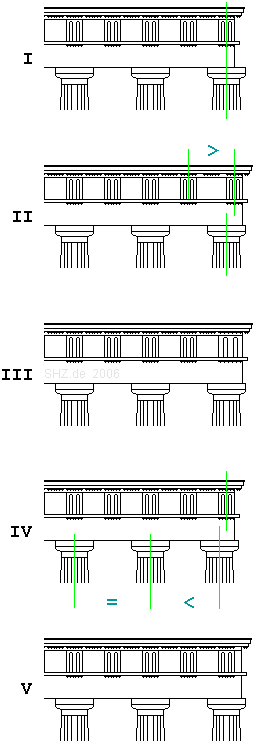
Доричний кут

Місцем виникнення вважаються береги Егейського моря як з європейського, так і з азійського боку. Найбільший розквіт доричний ордер отримав в VI–V ст. до нашої ери, у час царювання досконалих форм і класики. Цей стиль був прикрасою і підкреслював величність і монументальність композиції будівель того часу, їх красу та унікальність зодчества. Лаконічний, мужній, монументальний — у часи античності вважався «чоловічим» ордером. Зустрічається серед перших споруд Стародавньої Греції та у дорійських колоніях. Типовий і найстарший доричний храм знаходиться в Греції, Храм Гери в Олімпії, збудований приблизно у VII ст. до н. е..

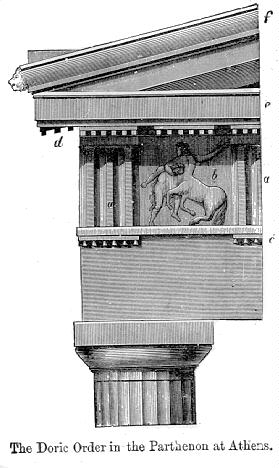
Греко-доричний ордер. Парфенон

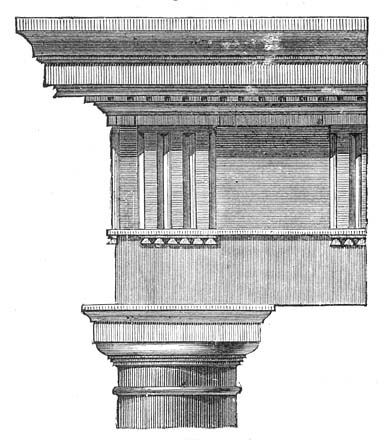
Римсько-доричний ордер. Театр Марцелла

Колони доричного ордера відрізняються відсутністю бази (або ж вона виконується з сильним потоншенням). На стовбурі розташовуються вертикальні жолобки, які називаються канелюрами, а починається він відразу з стилобату. Канелюри у колонах створюються неглибокі, краї у них гострі, і всі частини канелюрів з'єднані між собою, а не розділені доріжками по всій висоті стовбура колони. Капітель виконує не тільки декоративну функцію всієї архітектурної композиції, а й розподіляє навантаження верхніх частин ордера на колони.
Доричний ордер є унікальним виразом геометричної архітектури, яка базувалась на протиставленні та укладанні. Багато археологів вважають храми збудовані у доричному ордері еволюціонували з дерев'яних конструкцій. Доричний ордер пройшов всі щаблі розвитку архітектури, з кожною епохою змінюючись і доповнюючись новими елементами, але в складі ордера залишилися:
- П'єдестал колони (стереобат і стилобат);
- Колона;
- Антаблемент (з елементами: архітрав, карниз, фриз).

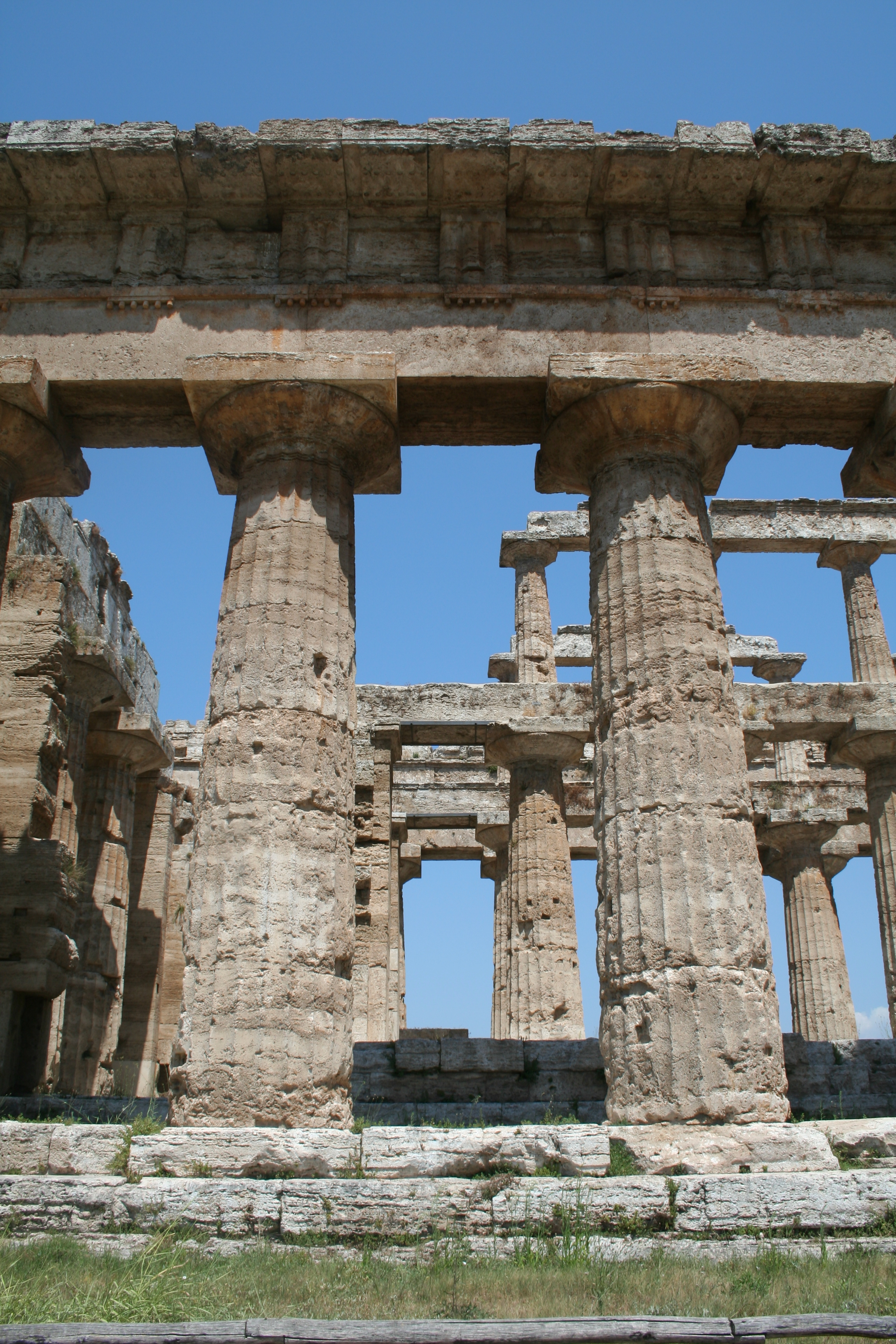
Один з прикладів раннього архаїчного доричного ордеру. Храм Пестум, що у Італії.